# Izjoem
Izjoem (Oekraïens: Ізюм, [iˈzʲum]) is een stad in het Oekraïense oblast Charkov, ongeveer 125 km ten zuidoosten van de hoofdplaats Charkov. Bij de volkstelling van 2001 telde de stad 56.114 inwoners.

## Geschiedenis
Izjoem werd al in de tweede helft van de zestiende eeuw gedocumenteerd. In 1765 verkreeg Izjoem stadsrechten en werd in 1780 de hoofdstad van "oejezd Izjoem".
Tussen 24 juni 1942 en 5 februari 1943 werd Izjoem bezet door Nazi-Duitsland (zie ook: Tweede Slag om Charkov).
Op 17 maart 2022, tijdens de Russische invasie van Oekraïne in 2022, werd Izjoem naar verluidt ingenomen door Russische troepen, hoewel de gevechten voortduurden. Op 10 september 2022 werd Izjoem bevrijd door de Oekraïense troepen.

## Bevolking
Op 1 januari 2021 telde de stad Izjoem naar schatting 45.884 inwoners. Het aantal inwoners vertoont al meerdere jaren een dalende trend: in 1989 had de stad nog 64.334 inwoners.
| 1897   | 1923  | 1926  | 1939   | 1959   | 1970   | 1979   | 1989   | 2001   | 2010   | 2014   | 2021   |
| ------ | ----- | ----- | ------ | ------ | ------ | ------ | ------ | ------ | ------ | ------ | ------ |
| 13.108 | 9.414 | 9.490 | 34.859 | 37.595 | 51.603 | 60.516 | 64.334 | 56.114 | 52.821 | 51.175 | 45.884 |

In 2001 bestond de stad etnisch gezien vooral uit Oekraïners (46.864 personen - 83,5%), gevolgd door 7.492 Russen (13,3%). Buiten 266 Armeniërs en 235 Wit-Russen waren er geen andere vermeldenswaardige minderheden.

## Afbeeldingen

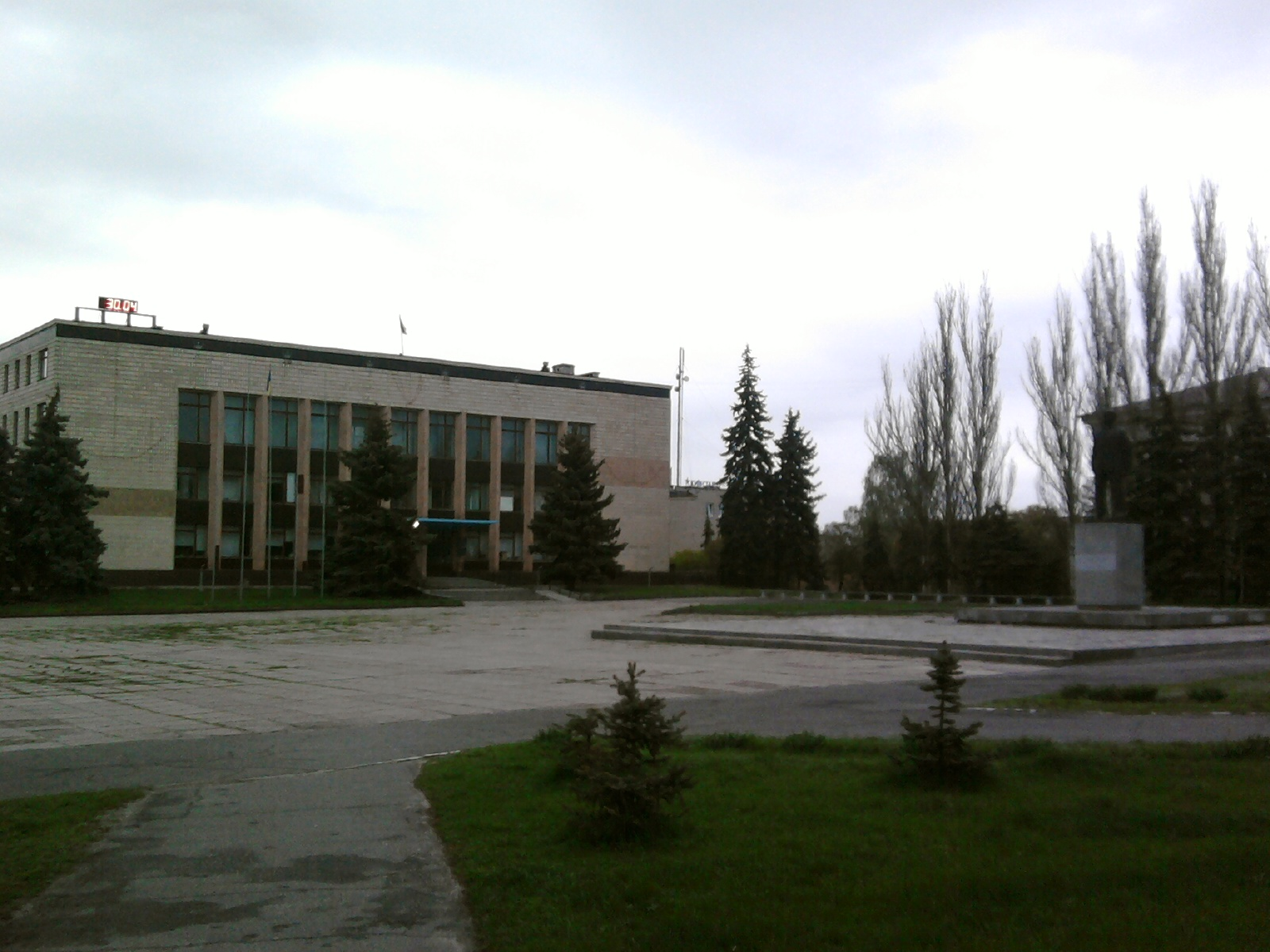
Het centrum van Izjoem
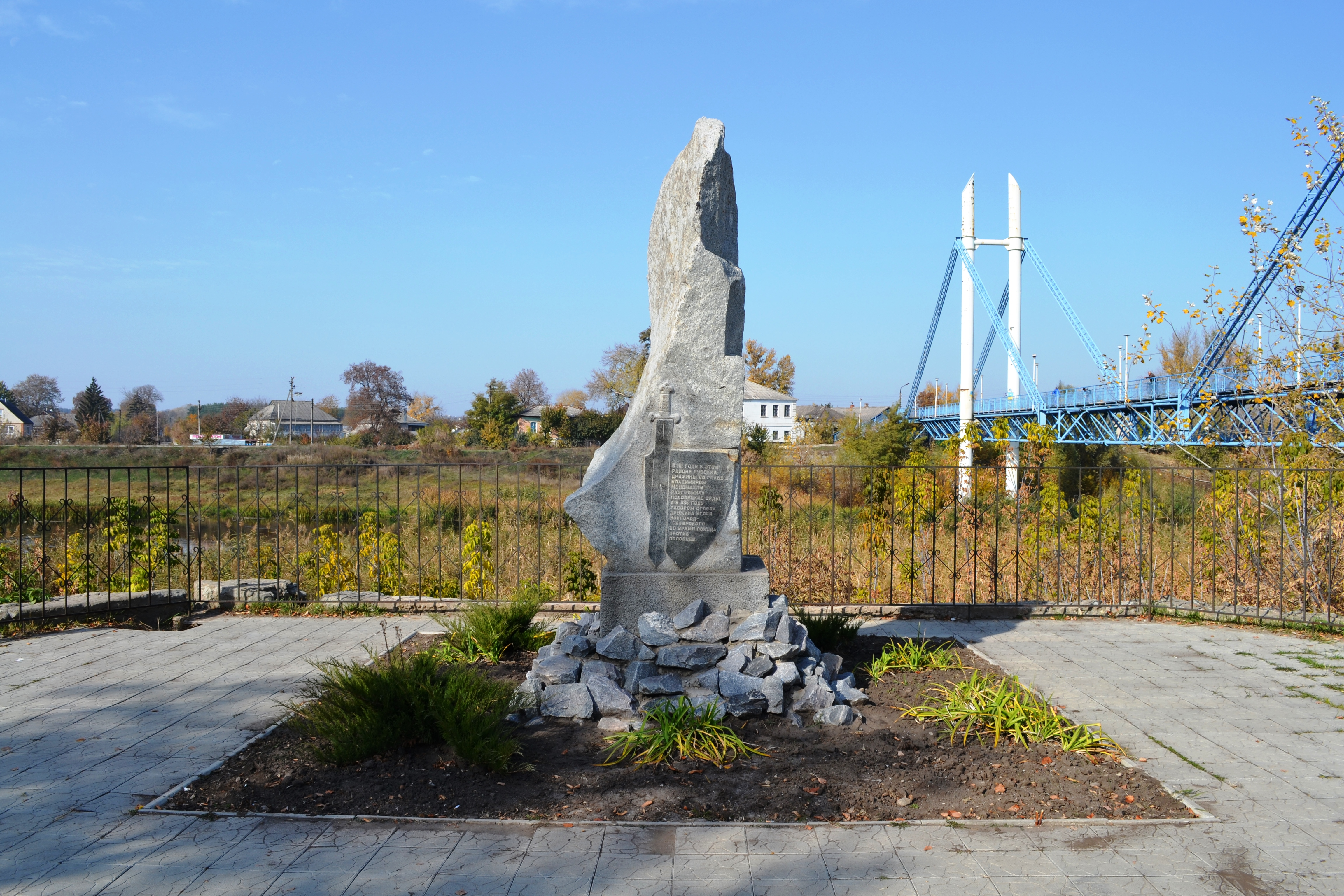
Een oorlogsmonument ter nagedachtenis van Vladimir Monomach (tegen de Koemanen)
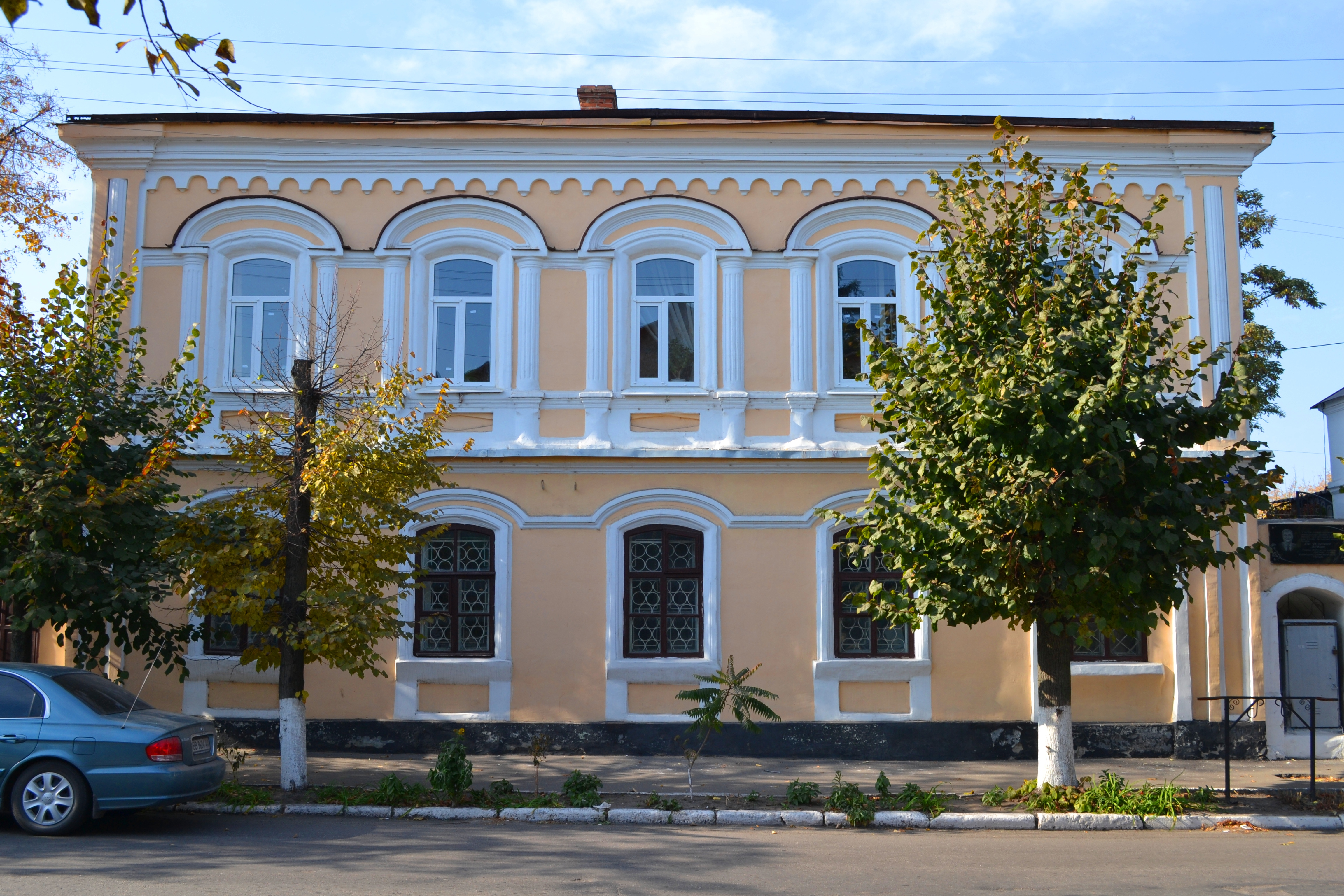
Een historisch gebouw
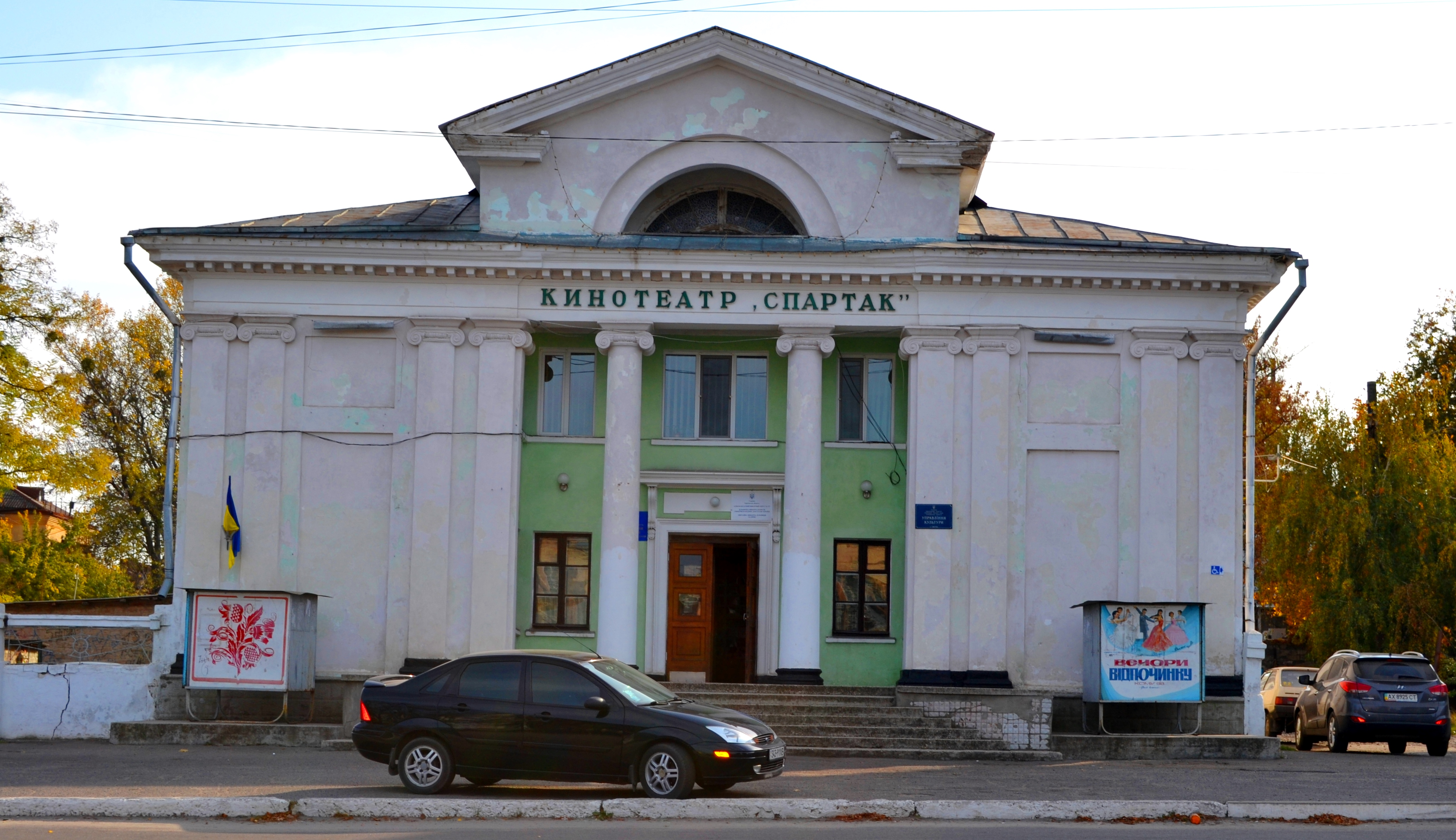
De bioscoop
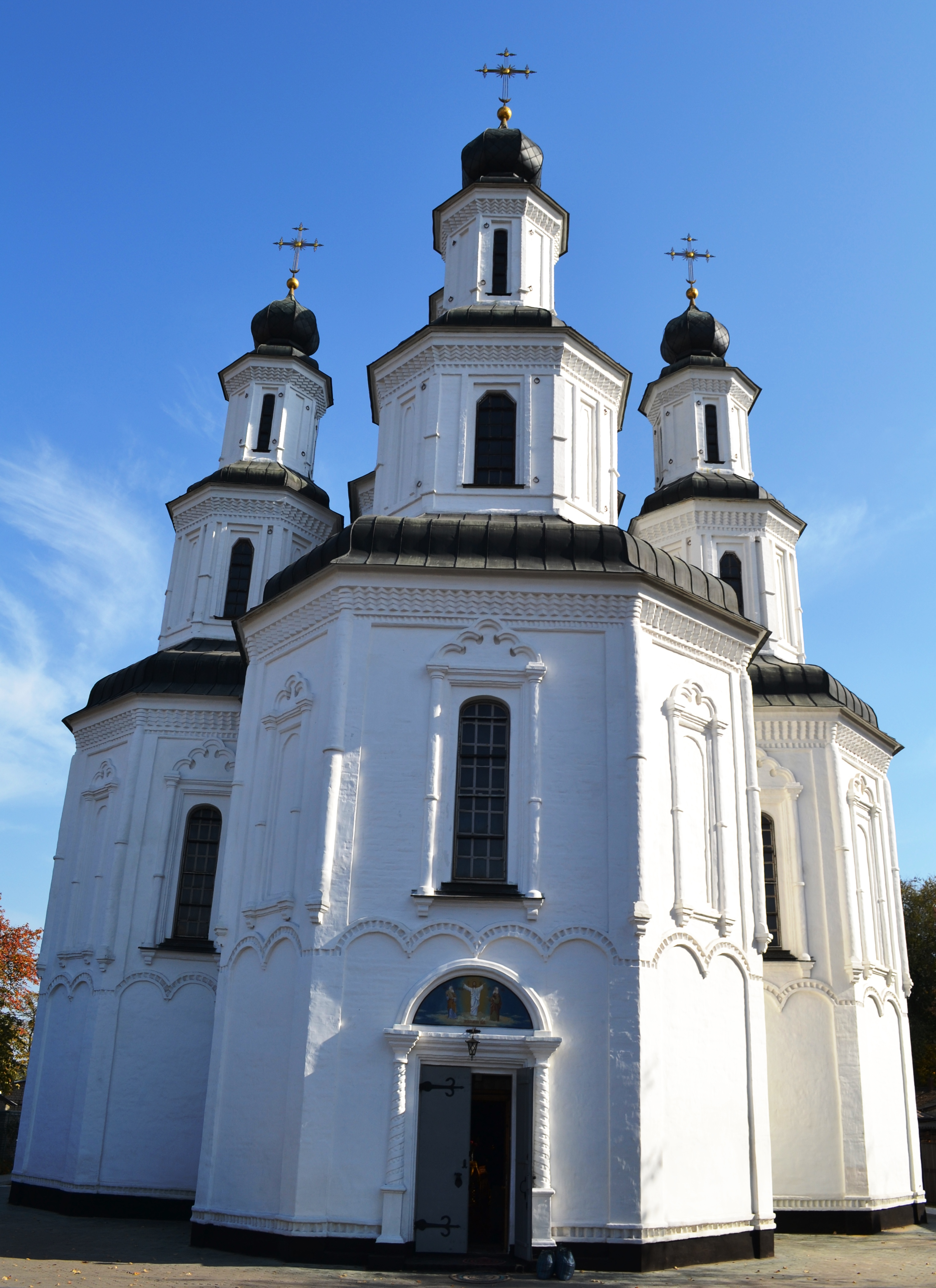
De Transfiguratiekathedraal
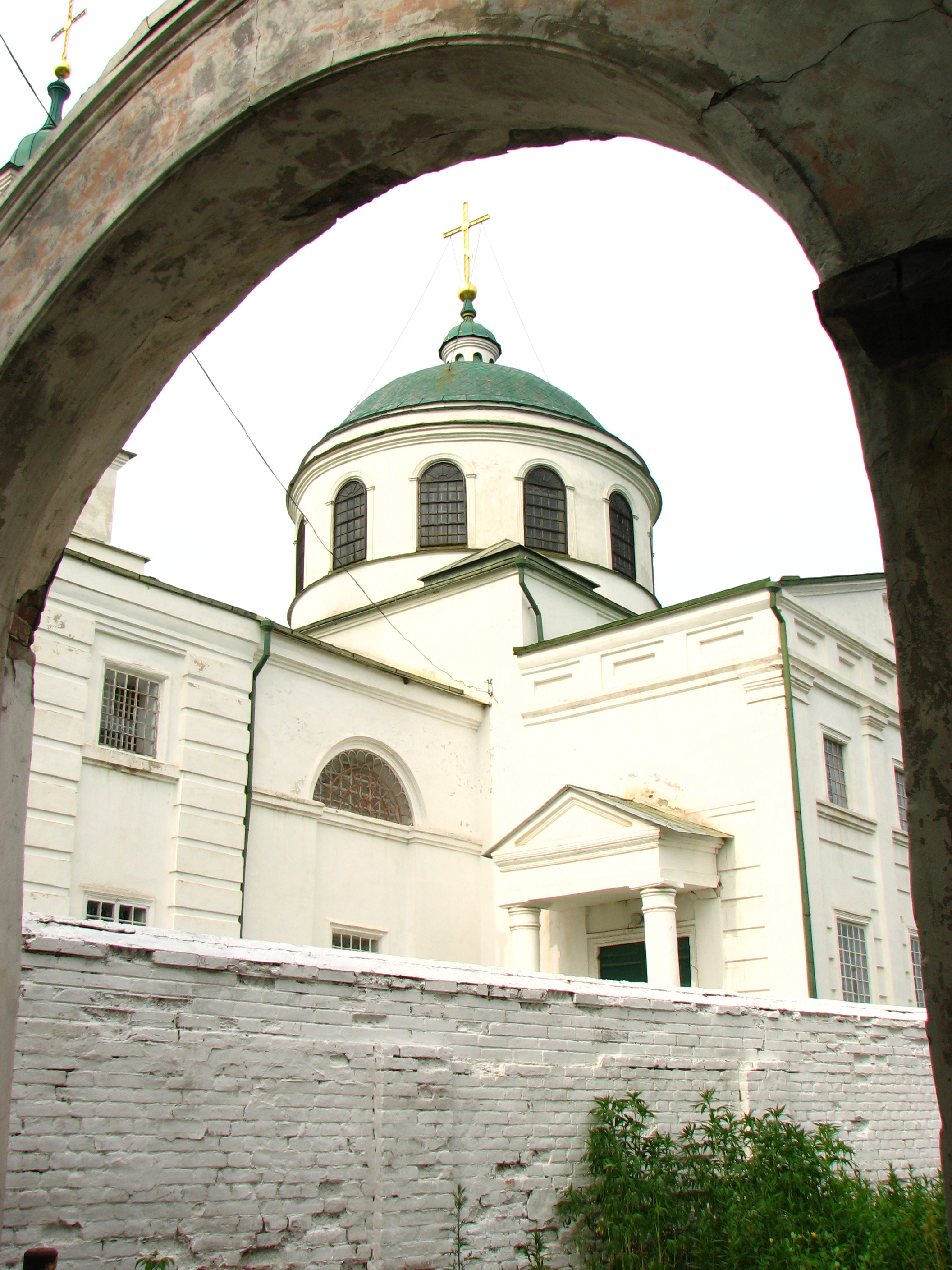
De Heilige Kruisvindingkerk
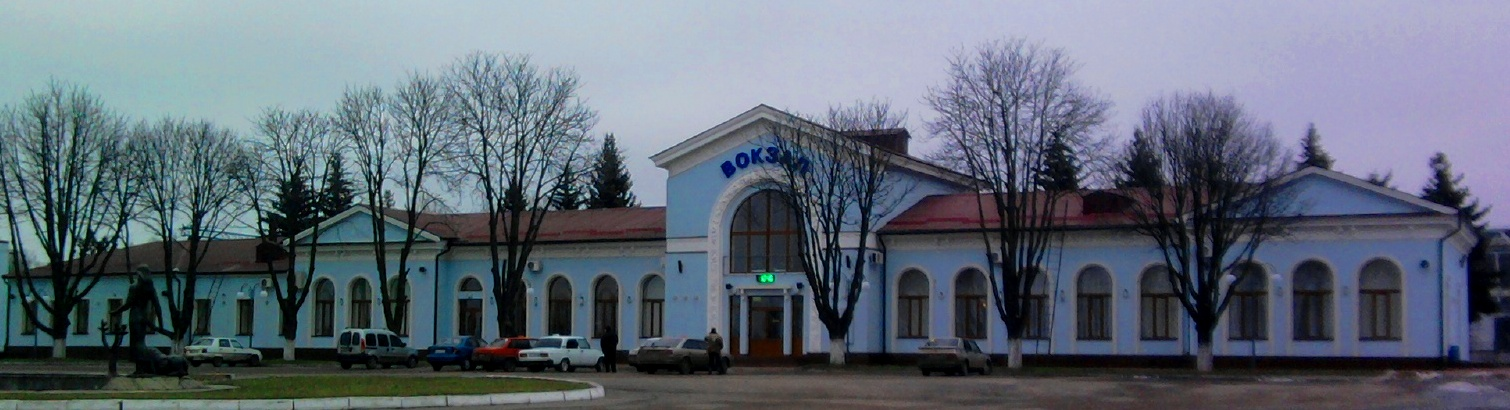
Het treinstation

## Geboren
- Serhii Vasylkivsky (1854-1917), kunstschilder